# سیارک ۴۶۵۴
سیارک ۴۶۵۴ (به انگلیسی: 4654 Gorʹkavyj، نامگذاری:1977RJ6) چهار هزار و ششصد و پنجاه و چهارمین سیارک کشف شده‌است که در ۱۱ سپتامبر ۱۹۷۷ کشف شد.
قدر مطلق سیارک برابر ۱۳٫۷۰ است.